# Manden der tænkte ting
Manden der tænkte ting er en dansk gyser/science fiction-film fra 1969. Det er instruktør Jens Ravns debutfilm og den blev udtaget til hovedkonkurrencen på Cannes Film Festival 1969. Den fortæller om en mand, der har parapsykiske evner og tilkalder en hjernekirurg for at hjælpe. Da kirurgen afslår udnytter manden sine evner til at tage hævn.
Filmens manuskript er skrevet af Jens Ravn og Henrik Stangerup efter en roman fra 1965 af Valdemar Holst.

## Medvirkende
- John Price – Steinmetz
- Preben Neergaard – Max Holst
- Lotte Tarp – Susanne
- Lars Lunøe – Robert
- Kirsten Rolffes – Værtinden
- Ejner Federspiel – Butleren
- Elith Pio – Overlægen
- Jørgen Beck – Kriminalassistenten
- Tove Maës – Kasserersken
- Kai Christoffersen – Tjeneren
- Nuni Tholstrup – Sygeplejerske
- Marchen Passer – Sygeplejerske